# Olin Stephens
Olin James Stephens II (New York, 13 aprile 1908 – Hanover, 13 settembre 2008) è stato un velista e progettista navale statunitense.

## biografia
È nato a New York, ed ha frequentato il Massachusetts Institute of Technology.
Il suo nome è associato alla Coppa America. Ha collaborato con W. Starling Burgess, per la progettazione del J-Class Ranger, che ha vinto la Coppa America nel 1937, sconfiggendo il Royal Yacht Squadron di Endeavour II in quattro gare. È stato il progettista originale di sei su sette 12 Metri di successo difensori della Coppa America tra il 1958 e il 1980, con l'eccezione di Weatherly nel 1962. Oltre Ranger, il più notevole dei suoi progetti è stato Intrepid. Aveva un timone separato dalla chiglia per ridurre la superficie bagnata e migliorare la virata.
Stephens ha progettato anche molte imbarcazioni off-shore, tra cui Dark Harbor 20, che ha disegnato nel 1934. Suo fratello, Roderick Stephens, è stato anche partner della società di brokeraggio Sparkman & Stephens. Olin stava lavorando nel cantiere Nevins nel 1928 come disegnatore, quando incontrò Drake Sparkman, insieme fondarono un ufficio accanto al Nevins nel 1929. Dopo il suo ritiro della società ha vissuto a Hanover, New Hampshire, dove ha trascorso i suoi ultimi anni creando programmi per computer di yacht design. Ha ricevuto il Premio Herreshoff dallo Yacht Racing Union Nord America nel 1965 per i suoi contributi alla vela.

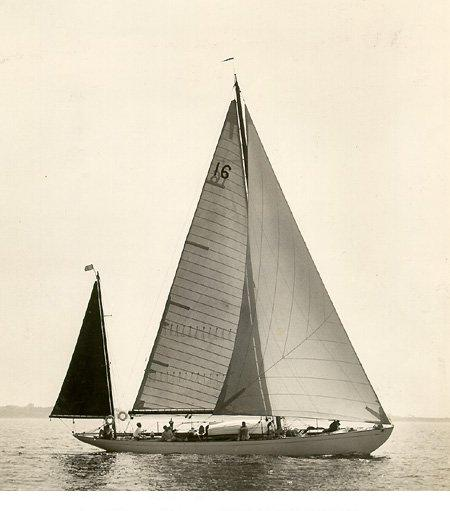
Dorade 1929

Stephens ha partecipato anche a regate d'altura. La sua Dorade yawl (1929) e Stormy Weather (1934), hanno vinto la Newport Bermuda Race e la Fastnet più volte. Entrambi i fratelli erano affermati velisti. Erano membri degli equipaggi vincenti di Dorade e Ranger. Olin imbarcato come tattico e navigatore, mentre Rod impiegato ai winch. Negli anni 1960 e 1970, Olin ha collaborato con i cantieri Nautor Swan di Finlandia e Hallberg-Rassy, in Svezia.
In Italia, il caro Olin, (come veniva confidenzialmente chiamato questo grande vecchio), aveva attivamente collaborato con il Cantiere Navale Dell'Argentario, di Porto Santo Stefano, fornendo il suo prezioso contributo per il restauro di imbarcazioni d'epoca.
Nel 1993, Stephens è stato inserito nella Hall of Fame della Coppa America, ed insignito della Gibbs Brothers Medal presso l'Accademia Nazionale delle Scienze. Diversi anni dopo, nel 2000, scrisse la sua autobiografia All This and Sailing Too.   
Stephens è morto esattamente cinque mesi dopo aver compiuto il suo 100º compleanno nel 2008. Era il membro numero 1 della Lista Seniority del New York Yacht club al momento della sua morte.